# Kuala Lumpur-i Madárpark
A Kuala Lumpur-i Madárpark a világ egyik legnagyobb madárröptetője, amely 1991-ben nyílt meg Malajzia fővárosában, Kuala Lumpurban.
A park nagyjából 8,5 hektár alapterületű, az 1888-ban kialakított, elsősorban a városlakók pihenését szolgáló 60 hektáros zöldterület egyik domboldalán található. A parkot teljes egészében háló fedi a fák koronája felett. A röptetőt négy, egymástól elválasztott zónára osztották. Kétszáz madárfaj több mint háromezer egyede él benne. A park jelentősebb állomásai: flamingók tava, pelikánok tava, szarvascsőrű madarak parkja, papagájvilág, vízesés, valamint az  amfiteátrum, ahol a különböző bemutatók zajlanak. Ezeken kívül található játszótér és étterem is a madárpark területén.
Számos madárfaj él a parkban, köztük flamingók, szarvascsőrű madarak, vízityúkok, papagájok, kakaduk, gólyák, pávák, fácánok, kacsák, íbiszek és különböző ragadozó madarak. Az állatok közül sok Malajziában is honos, a többiek elsősorban Ázsia más területeiről, illetve Dél-Amerikából érkeztek.
A park koncepciója, hogy a madarak többsége a lehető legtermészetesebb körülmények között élhessen, szabadon repülhessen a fák között. Az állatok ennek köszönhetően természetes módon szaporodnak a létesítményben.

## Galéria

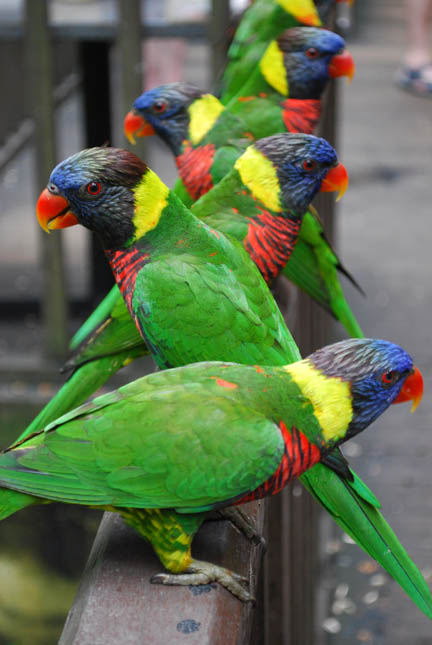
Szivárványlórik
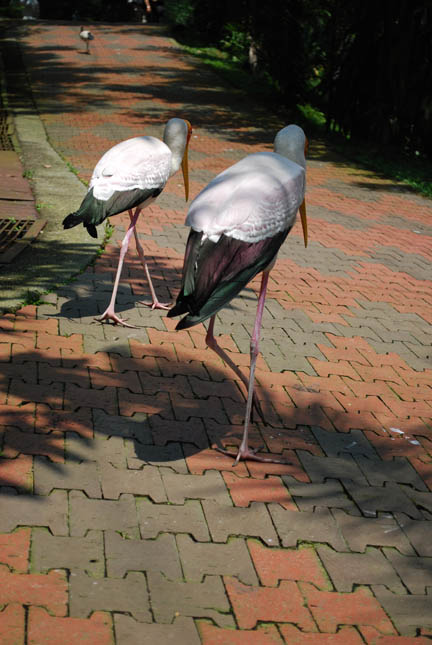
Sétáló hindu gólyák
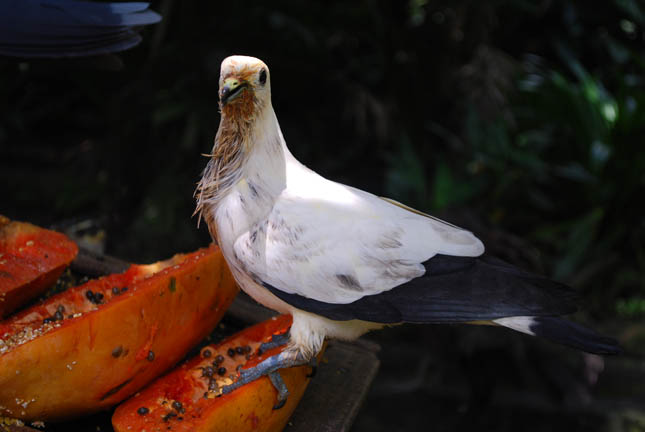
Papaját evő gyümölcsgalamb
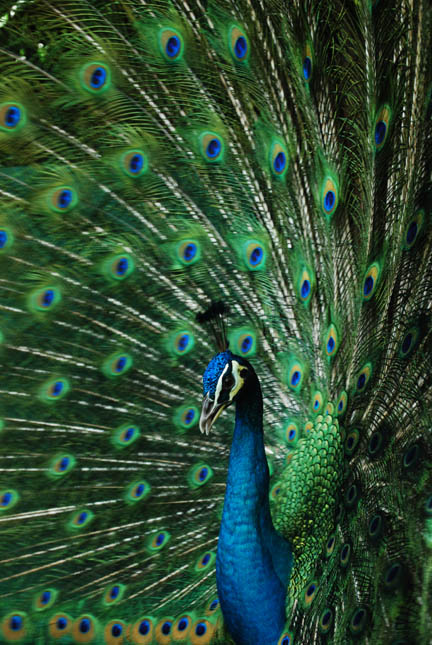
Kék páva a parkban
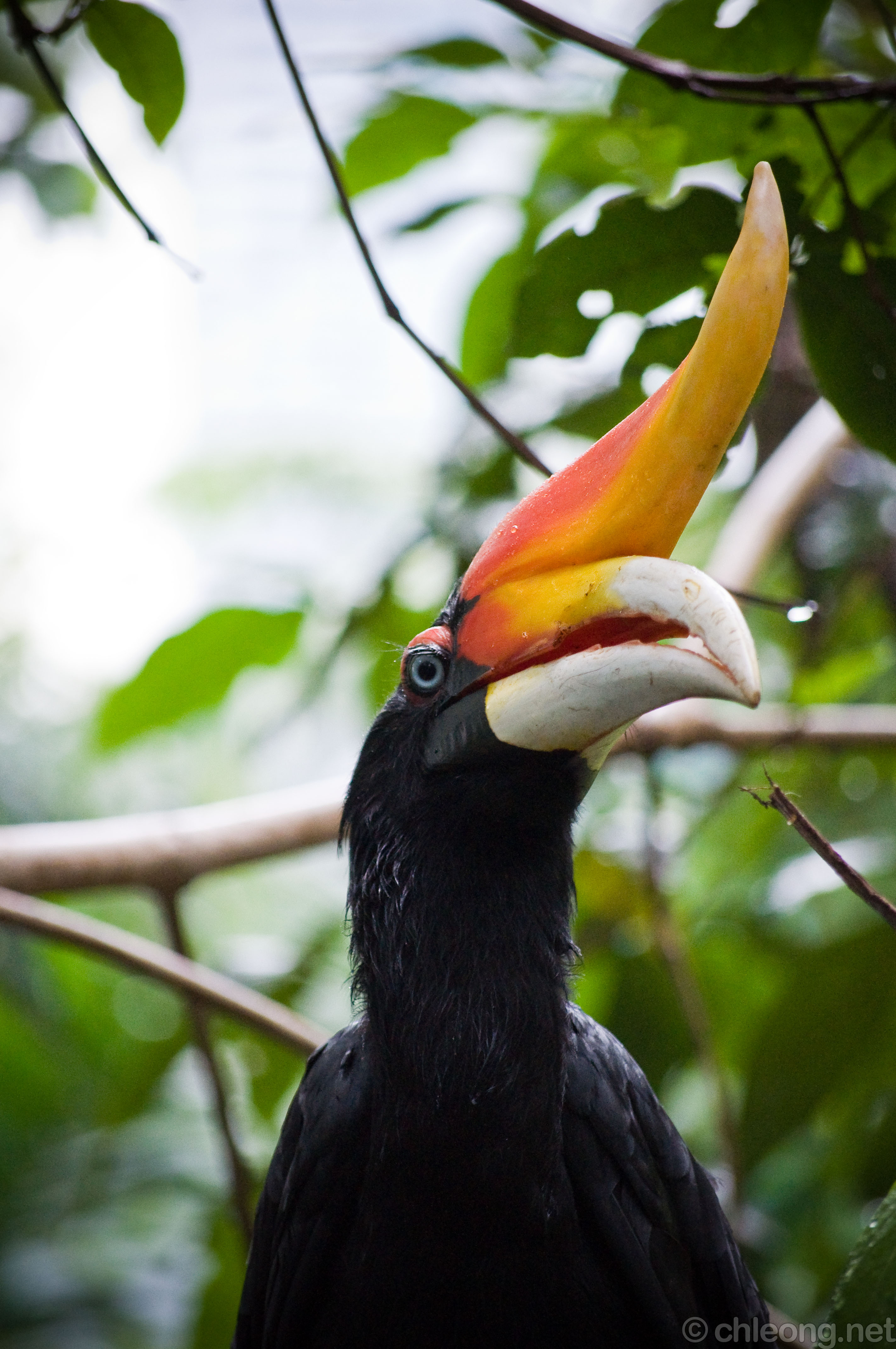
Orrszarvú madár